# زیربشقابی

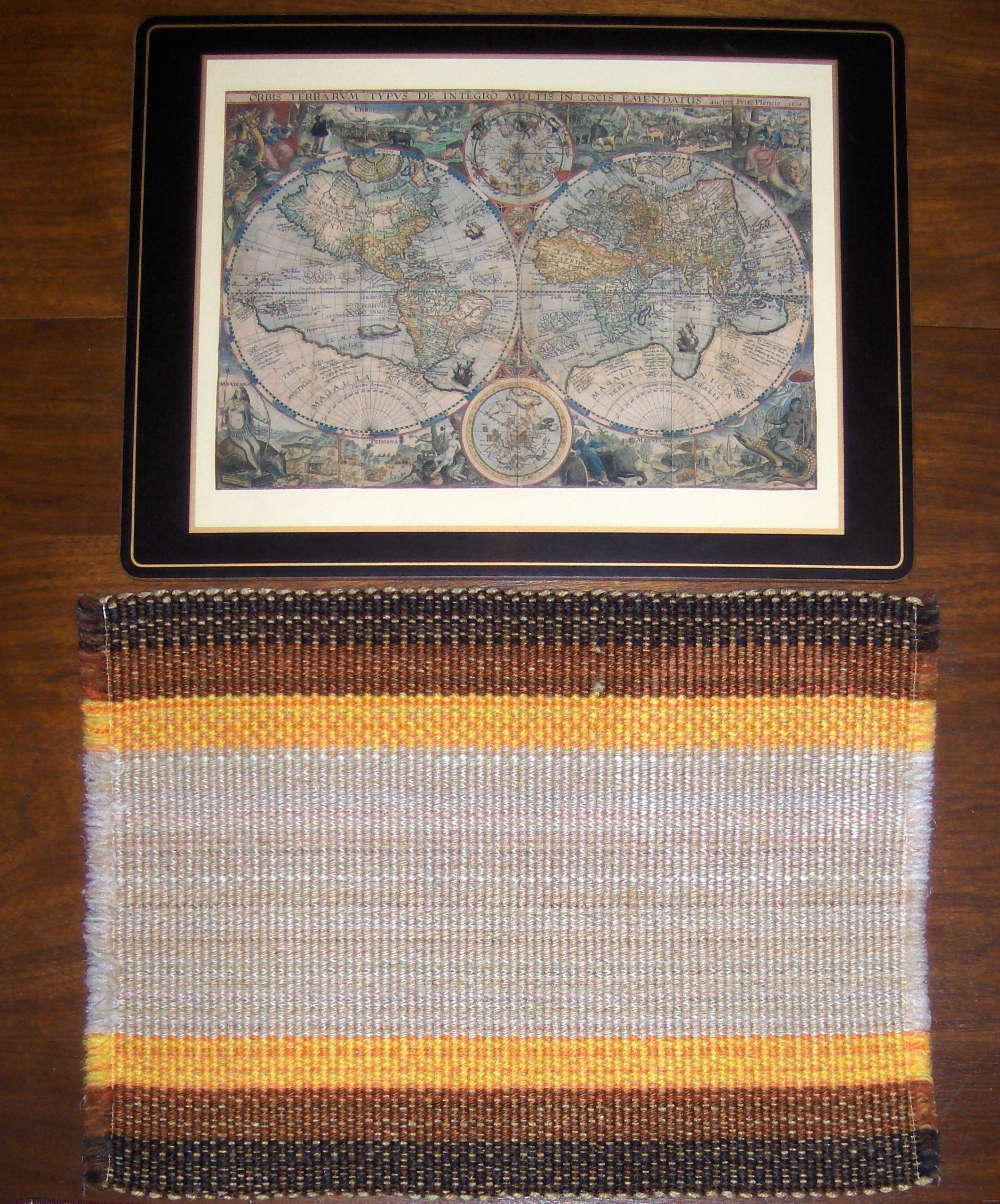
سه زیربشقابی (به تزتیب از بالا به پایین): از جنس چوب پنبه و پشم.

زیربشقابی به عنوان جزئی از ابزار پذیرایی در رستوران‌ها یا خانه‌ها به طور گسترده استفاده می‌شود و نباید آن را با زیرغذایی که برای محافظت در برابر حرارتِ ظرف‌های پذیرایی، در زیرِ آنها قرار داده می‌شود، اشتباه گرفت. زیربشقابی به تعداد بشقاب‌های هر میز، در برابرِ صندلی‌ها و زیر هر بشقاب قرار می‌گیرد.
زیربشقابی، صفحه‌ای از جنس پلاستیک، پارچه یا دیگر مواد ممکن است که اغلب برای محافظت میز از لکهٔ آب، غذا و صدمات ناشی از حرارت به کار می‌رود؛ امّا به جز آن، کاربردِ زینتی هم دارد. نوع تجملاتی و زینتی آن از ابریشم بافته می‌شود. در شیوهٔ پذیرایی آسیای شرقی زیربشقابی گاهی از جنس نی بامبو است.
در رستوران‌ها، علاوه بر کاربردهای بالا، از زیربشقابی به عنوان محلی برای درج فهرست غذا یا تبلیغات استفاده می‌کنند.